# Photobacterium phosphoreum
Photobacterium phosphoreum o Vibrio phosphoreum és un bacteri Gram-negatiu bioluminiscent que viu en simbiosi amb organismes marins. Pot emetre llum verd-blavosa (490 nm) gràcies a reaccions químiques entre la luciferina FMN, i oxigen molecular catalitzada per un enzim anomenat luciferasa.